# Dimitri Botsjarov
Dimitri Sergejevitsj Botsjarov (Russisch: Дмитрий Сергеевич Бочаров) (Novosibirsk, 20 oktober 1982) is een Russisch schaker met een FIDE-rating van 2592 in 2005 en 2591 in 2016. Hij is, sinds 2003, een grootmeester.
In 2003 werd hij gedeeld eerste met Vladimir Boermakin, Eduardas Rozentalis, Philipp Schlosser, Aleksandr Aresjtsjenko, Jakov Geller en Jevgeni Mirosjnitsjenko in het Cappelle-la-Grande Open toernooi; na de tie-break was hij zesde.
In 2004 won Botsjarov het Masters-toernooi van het 14e Abu Dhabi schaakfestival.
In oktober 2005 werd in Sint-Petersburg het Chigorin Memorial toernooi gewonnen door Roman Ovetsjkin met 7 pt. uit 9. Botsjarov eindigde met 6.5 punt op een gedeelde derde plaats.
Hij nam deel aan het toernooi om de wereldbeker schaken in 2005, waar hij in de tweede ronde werd uitgeschakeld door Gata Kamsky. In 2006 won hij het 14e Chigorin Memorial toernooi in Sint-Petersburg. In 2008 won hij het 10e World University schaakkampioenschap in Novokoeznetsk.
Bij het Voronezh Open in 2009 werd hij gedeeld eerste met Sergej Volkov, Igor Lysyj, Aleksandr Rakhmanov, Valeri Popov, Denis Khismatullin, Dmitry Andreikin and Dmitry Kokarev. Eveneens in 2009 werd hij gedeeld eerste bij de 11e Dubai Open (2e na tiebreak).
In 2011 won hij voor de tweede keer het Chigorin Memorial toernooi.
Hij speelde voor Novosibirsk's team "Siberia" (met o.a. Vladimir Kramnik en Levon Aronian) dat in 2015 zowel het Russische kampioenschap teamschaken Premiere League won als de Europese schaakclubbeker.
Botsjarov won in 2015 het Russische kampioenschap blitzschaken.